# Molnár utca
A Molnár utca Budapest V. kerületében található, a Irányi utcát köti össze a Fővám térrel.
A Dunával párhuzamosan futó utcának a jelenlegi vonala már a középkorban kialakult, az egykori Hal tértől a Lipótbástyáig terjedt. A déli végénél, szinte a városfalak előtt terültek el a molnárok és halászok céhének a tavai. 1528-ban "hajósok utcája", 1688-ban, a törököktől visszafoglalt város telekkönyve szerint pedig Thonau-Gassen volt a neve. Később Wasser Thor Gassennek, majd ismét Hajós utcának hívták. 1758-ban nevét Vízikapu utcára, majd Duna utcára változtatták. 1803-ban kapta mai nevét.

## Jelentősebb épületei
11. szám: Az épületben található az Országos Idegennyelvű Könyvtár.
14. szám: kétemeletes lakóház, romantikus stílusban épült 1870 körül. Kapualja három szakaszos, udvarában klasszicista folyosórácsok és vörös márvány kút van.
25. szám: Bloch Alfréd által 1900-ban tervezett lakóház
28. szám: 1890-ben épült bérpalota
31. szám: egyemeletes, késő klasszicista stílusban épült lakóház az 1850 körüli évekből. Főhomlokzatának középső ablaka akrotérionos díszítésű. udvarán függőfolyosók vannak.
34. szám: Bérpalota 1895-ből